# If Lucy Fell
If Lucy Fell (Si no te casas, me mato en España, Quiéreme antes de los 30 en Hispanoamérica) es una película estadounidense de comedia romántica, dirigida por Eric Schaeffer y estrenada en 1996.

## Trama
Joe MacGonaughgill (Eric Schaeffer) es un pintor que trabaja como maestro y Lucy Ackerman (Sarah Jessica Parker) es una psicóloga que ejerce como particular. Se conocieron en la universidad, son compañeros de cuarto y mejores amigos que viven en un pequeño apartamento de Manhattan.
Lucy está a un mes de cumplir treinta años y su vida amorosa es vergonzosamente aburrida, rechazando al único hombre (Bill Sage) que desea un compromiso con ella. Joe está enamorado de su atractiva vecina Jane (Elle Macpherson), a quien cree la mujer de sus sueños y no puede hablarla desde hace un lustro.
Lucy entonces decide formar un pacto de suicidio con Joe, una idea que habían hecho en la universidad: si ambos no encuentran el amor verdadero en 28 días (para cuando Lucy cumpla treinta años), entonces saltarán del puente de Brooklyn.

## Reparto
- Sarah Jessica Parker como Lucy Ackerman
- Eric Schaeffer como Joe MacGonauhgill
- Elle Macpherson como Jane Lindquist
- Ben Stiller como Bwick Elias
- James Rebhorn como Simon Ackerman
- Robert John Burke como Handsome Man
- David Thornton como Ted
- Bill Sage como Dick
- Dominic Chianese como Al
- Scarlett Johansson como Emily

## Crítica
James Berardinelli escribió en ReelViews: «la comedia es decepcionantemente trivial; más presuntuosa que romántica y más estúpida que divertida. Ella trata desesperadamente de transmitir un sentimiento similar a When Harry Met Sally... cuyos personajes sin embargo y a diferencia de aquí, parecerían estar hechos de carne y hueso. No hay química entre los actores principales; la actuación es mediocre».
El alemán Léxico del Cine Internacional escribió: «una comedia romántica que no encuentra una representación más vívida de las condiciones de vida de sus personajes y cae en algunos patrones convencionales de acción. Al mismo tiempo, sin embargo, algunos diálogos coherentes tienen éxito; lo que indica la incertidumbre de la generación presentada».

## Producción
La película se filmó en la ciudad de Nueva York.
En algunos países como Portugal y Suecia se lanzó directamente en VHS y en Francia no se estrenó en cines, sino que directamente se emitió por televisión.
Recaudó aproximadamente $ 4.6 millones en los cines estadounidenses. Fue lanzada en DVD el 30 de enero de 2001.